# 小行星5358
小行星5358（英語：5358）是一颗围绕太阳公转的小行星。1992年8月26日，上田清二、金田宏在钏路市发现了此天体。
这颗小行星的绝对星等为84.69206295776895等。